# Libor Procházka
Libor Procházka (* 25. April 1974 in Vlašim, Tschechoslowakei) ist ein ehemaliger tschechischer Eishockeyspieler, der zuletzt beim HC Kladno in der tschechischen Extraliga unter Vertrag stand. Zu den größten Erfolgen seiner Karriere gehören die Gewinne der Goldmedaille bei den Olympischen Winterspielen 1998 und bei der Weltmeisterschaft 1999.

## Karriere
Libor Procházka begann seine Karriere als Eishockeyspieler in der Jugend des HC Kladno, für dessen Profimannschaft er von 1991 bis 1997 zunächst in der tschechoslowakischen 1. Liga und nach der Unabhängigkeit Tschechiens, ab der Saison 1993/94, in der tschechischen Extraliga aktiv war. In dieser Zeit wurde er im NHL Entry Draft 1993 in der zehnten Runde als insgesamt 245. Spieler von den St. Louis Blues ausgewählt, für die er allerdings nie spielte. In der Saison 1997/98 stand der Verteidiger erstmals im Ausland unter Vertrag, als er für AIK Solna in der schwedischen Elitserien auflief. Nach nur einem Jahr kehrte der Rechtsschütze in seine tschechische Heimat zurück, wo er eine Spielzeit lang für den HC Třinec spielte.

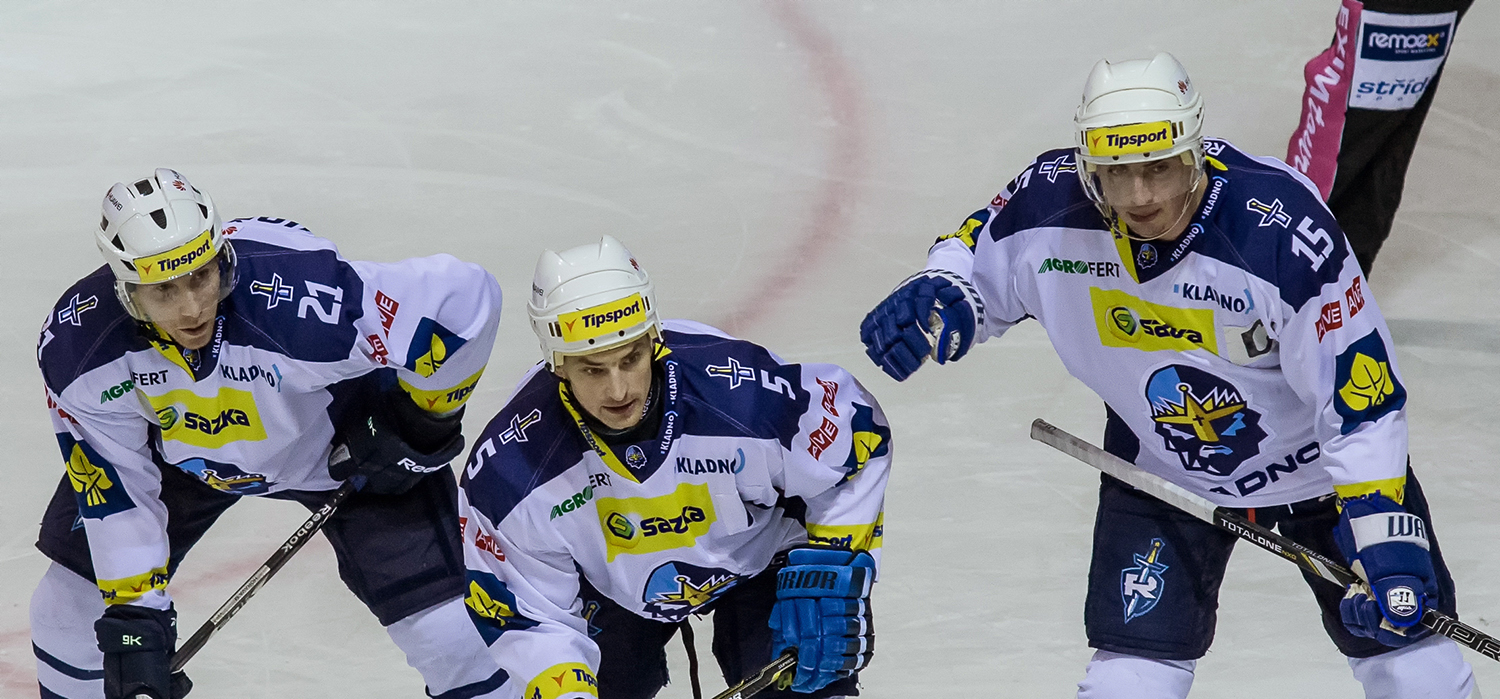
Miloslav Hořava junior, Libor Procházka und Tomáš Kaberle beim HC Kladno (2014, v. l. n. r.)

Im Sommer 1998 wurde Procházka von den Worcester IceCats aus der American Hockey League verpflichtet, für die er in insgesamt 39 Spielen acht Scorerpunkte, darunter zwei Tore, erzielte. Anschließend erhielt er keinen neuen Vertrag, so dass er erneut in seine Heimat zurückkehrte, wo er anschließend ein Jahr lang für den HC Karlovy Vary, sowie zwei Jahre für seinen Ex-Club HC Třinec auf dem Eis stand. Mit dem HC Sparta Prag wurde der Olympiasieger von 1998 in der Saison 2003/04 Dritter in der nationalen Meisterschaft. Nach eineinhalb Spielzeiten verließ er die Hauptstädter, um für deren Ligarivalen HC Plzeň anzutreten. Anschließend verbrachte der Tscheche die folgenden beiden Spielzeiten jeweils sowohl beim HC Kladno, bei dem er seine Laufbahn begonnen hatte, sowie dem schwedischen Club Skellefteå AIK, für den er in der Elitserien und der zweitklassigen HockeyAllsvenskan aktiv war. Auch die Saison 2007/08 begann Procházka beim HC Kladno, beendete diese aber beim schwedischen Zweitligisten Leksands IF. Seit Sommer 2008 steht der Verteidiger bei seinem Ex-Club HC Sparta Prag unter Vertrag, mit dem er in der Saison 2008/09 zum dritten Mal in seiner Karriere den dritten Platz in der Extraliga erreichte.
Im Januar 2010 kehrte Procházka zu seinem Heimatverein HC Kladno zurück und beendete seine Karriere nach der Saison 2013/14.

### International
Für Tschechien nahm Procházka an der U20-Junioren-Weltmeisterschaft 1994, sowie den Weltmeisterschaften 1997, 1998 und 1999 teil. Des Weiteren stand er im Aufgebot Tschechiens bei den Olympischen Winterspielen 1998 in Nagano.

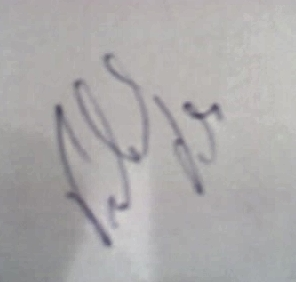
Signatur von Libor Procházka

## Erfolge und Auszeichnungen
- 1992 Goldmedaille bei der U18-Junioren-Europameisterschaft
- 1997 Bronzemedaille bei der Weltmeisterschaft
- 1998 Goldmedaille bei den Olympischen Winterspielen
- 1998 Bronzemedaille bei der Weltmeisterschaft
- 1999 Goldmedaille bei der Weltmeisterschaft